# 佐藤尚巳
佐藤 尚巳（さとう なおみ、1955年 - ）は、日本の建築家。株式会社佐藤尚巳建築研究所を主宰。東京都生まれ。

## 概略
1979年、東京大学工学部建築学科卒業。1979年から1986年まで菊竹清訓建築設計事務所に勤務。その後渡米し、ハーバード大学に進学。1987年にケンブリッジ・セブン・アソシエイツ（Cambridge 7 Associates）に勤務。1988年、ハーバード大学デザイン大学院建築学専攻修士課程修了。1988年から1990年まで、I.M.Pei&Partnersに勤務し、1990年、Rafael Vinoly Architects PCに移籍。1990年4月から1996年9月まで、株式会社ラファエル・ヴィニオリ建築士事務所東京事務所長として、東京国際フォーラムの監理担当。1996年11月から株式会社佐藤尚巳建築研究所を設立。2001年から2003年まで、国士舘大学工学部建築学科非常勤講師。2002年からは武蔵野美術大学建築学科非常勤講師。2004年からは、東京工業大学工学部建築学科非常勤講師も兼務。2002年の武蔵野市吉祥寺シアター（仮称）設計プロポーザル最優秀賞。2003年からは港区景観アドバイザーを務める。
東京国際フォーラムで1998年建築業協会賞、いわき芸術文化交流館アリオスで照明普及賞優秀施設賞、アメリカ劇場技術協会Award of Merit、「田園調布の家」でAward of Design (Boston Society of Architects, AIA) 。その他作品に、南通英瑞会館（中華人民共和国江蘇省南通市外環東路）日本外国特派員協会部分改装1期、2期（東京都千代田区有楽町）など。